# رولف برنهارد
رولف برنهارد هو منافس ألعاب قوى سويسري، ولد في 13 ديسمبر 1949 في فراونفيلد في سويسرا.

## وصلات خارجية
- رولف برنهارد على موقع الاتحاد الدولي لألعاب القوى (الإنجليزية)
- رولف برنهارد على موقع أوليمبيديا (الإنجليزية)